# Wapen van Bulgarije
Het huidige wapen van Bulgarije (Bulgaars: Герб на България, Gerb na Bălgarija) is in 1997 in gebruik genomen. Dit wapen was het eerste wapen dat door Bulgarije werd gebruikt sinds het eindigen van de communistische heerschappij begin jaren '90. De Bulgaarse politieke partijen hadden zich halverwege de jaren negentig gebogen over de vraag welk wapen gebruikt moest gaan worden. De uitkomst was dat het oude wapen van het voormalige koninkrijk in gewijzigde vorm gebruikt moest worden.
Op het wapen staat een klimmende leeuw van goud op een rood veld, wapenhouders zijn twee gekroonde gele leeuwen die op groene bladeren lopen. Onderaan het wapen staat de nationale spreuk Съединението прави силата (Eendracht maakt macht). Het wapen wordt gekroond met de kroon van de historische Bulgaarse tsaar Ivan Asen II.

## Historische wapens

Wapen van Bulgarije van 1741 door Hristofor Zhefarovich
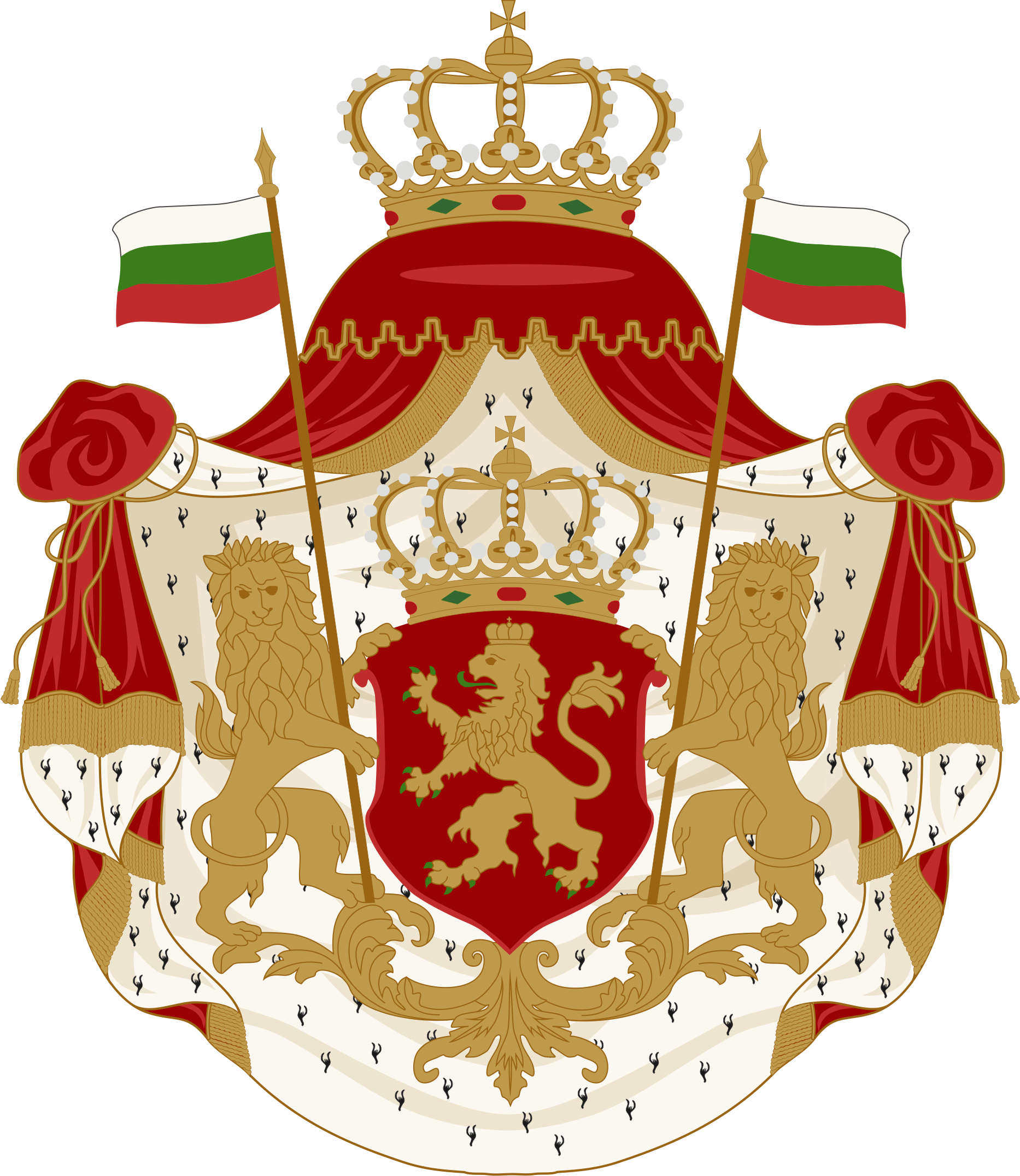
Wapen van het Prinsdom Bulgarije, 1881-1927
Wapen van het Koninkrijk Bulgarije, 1927-1946
Wapen van de Volksrepubliek Bulgarije, 1946-1948
Wapen van de Volksrepubliek Bulgarije, 1948
Wapen van de Volksrepubliek Bulgarije, 1948-1968
Wapen van de Volksrepubliek Bulgarije, 1968-1971
Wapen van de Volksrepubliek Bulgarije, 1971-1990